# Ifriqiya
Ifriqiya (arabisk: إفريقية) er det middelalderlige arabiske navn for den del af Nordafrika, der omfatter kystegnene af det der i dag er Tunesien, det østlige Algeriet og den vestlige del af Libyen. Området indbefatter hele den tidligere romerske provins Africa, og det arabiske navn er da også en afledning af det ældre latinske. I moderne tid er Ifriqiya blevet den arabiske betegnelse for hele det afrikanske kontinent.
Mellem 663 og 703 blev Ifriqiya gennem langvarige kampe underlagt de muslimske araberes herredømme; de lokale berberstammer forende sig til modstand og først mod slutningen af 8. århundrede blev den sidste modstand nedkæmpet. De nyligt erobrede provinser i Ifriqiya, Maghreb og al-Andalus blev i de første år regeret af statholderen i Egypten. En række forskellige muslimske dynastier med hovedstad i Kairouan i det nuværende Tunesien kontrollerede herefter området, til tider dog afbrudt af berber oprør. Blandt de mest fremgangsrige var Aglabiderne og Ziriderne, der dog blev fordrevet af de invaderende Banu Hilal. Denne invasion medførte en øget arabisering af området og en omlægning af landbruget fra den traditionelle fastboende form til nomadedrift. I 12. århundrede blev kystområdet kortvarigt kontrolleret af de kristne normannere, men Almohade kalifferne erobrede i 1159 hele den nordafrikanske kyst indtil Egypten. Kort efter mistede de dog magten i Ifriqiya til det berberiske hafsidedynasti, det blev indledningen til en blomstringstid for regionen.
Det næste dynasti blev det osmanniske, men i slutningen af 16. århundrede opnåede de store kystbyer et højt niveau af selvstyre og understøttede længe en stor piratflåde, og regionen blev i Europa kendt som Barbarkysten. Den osmanniske guvernør i Tunis blev kaldt Beyen, som dog regerede som en de facto uafhængig fyrste. Hussein dynastiet opstod i 1705 og beholdt titlen af Bey helt frem til 1957. I 19. århundrede blev landene i Ifriqiya underlagt europæiske kolonimagter, og regionen blev delt mellem tre forskellige stater.
Det muslimske styre i Ifriqiya medførte i middelalderen et økonomisk og kulturelt opsving, og provinsen blev udgangspunktet for den langvarige arabiseringsproces af den lokale primært berberske befolkning.